# Ziggy Marley
David Nesta "Ziggy" Marley (Trenchtown, 1968. október 17. –) ismertebb nevén Ziggy Marley, Grammy-díjas jamaicai reggae énekes. Minden idők legismertebb reggae zenészének, Bob Marleynek a legidősebb fia.

## Diszkográfia

### Melody Makers
- Play the Game Right (1985)
- Children Playing (1986) (kiadatlan)
- Hey World! (1986)
- Time Has Come: The Best Of Ziggy Marley and the Melody Makers (1988)
- Conscious Party (1988)
- One Bright Day (1989)
- Jahmekya (1991)
- Joy and Blues (1993)
- Free Like We Want 2 B (1995)
- The Best Of (1988–1993) (1997)
- Fallen Is Babylon (1997)
- Spirit Of Music (1999)
- Live Vol. 1 (2000)
- The Best of Ziggy Marley and the Melody Makers (2008)

### Szólóalbumok
- 2003: Dragonfly
- 2006: Love Is My Religion
- 2009: Family Time
- 2011: Wild and Free
- 2014: Fly Rasta
- 2016: Ziggy Marley
- 2018: Rebelion Rises
- 2020: More Family Time